# Нахимовка (Омская область)
Нахимовка — деревня в Называевском районе Омской области. В составе Жирновского сельского поселения.

## История
Основана в 1896 г. В 1928 г. состояла из 96 хозяйств, основное население — русские. В составе Нахимовского сельсовета Называевского района Омского округа Сибирского края.

## Население
| 1926 | 2002 | 2010 |
| ---- | ---- | ---- |
| 464  | ↘144 | ↘112 |